# Centrosema heteroneura
Centrosema heteroneura är en ärtväxtart som först beskrevs av Paul Carpenter Standley, och fick sitt nu gällande namn av Paul Carpenter Standley. Centrosema heteroneura ingår i släktet Centrosema och familjen ärtväxter. Inga underarter finns listade i Catalogue of Life.